# Cephalastor paezi
Cephalastor paezi är en stekelart som beskrevs av Garcete-barrett 2001. Cephalastor paezi ingår i släktet Cephalastor och familjen Eumenidae. Inga underarter finns listade.